# Sartrouville
Sartrouville település Franciaországban, Yvelines megyében. Lakosainak száma 51 570 fő (2022. január 1.). Sartrouville Argenteuil, Carrières-sur-Seine, Houilles, Maisons-Laffitte, Le Mesnil-le-Roi, Montesson, Bezons és Cormeilles-en-Parisis községekkel határos.

## Népesség
A település népessége az elmúlt években az alábbi módon változott:
| Lakosok száma | 51 599 | 52 538 | 53 237 | 51 967 | 52 269 | 52 774 | 51 746 | 51 220 | 51 570 |
|               | 2013   | 2015   | 2016   | 2017   | 2018   | 2019   | 2020   | 2021   | 2022   |